# Tomaspis apicifasciata
Tomaspis apicifasciata är en insektsart som beskrevs av Fowler 1897. Tomaspis apicifasciata ingår i släktet Tomaspis och familjen spottstritar. Inga underarter finns listade i Catalogue of Life.